# Kim Jong-boo
Kim Jong-boo (* 13. Januar 1965 in Tongyeong, Gyeongsangnam-do) ist ein ehemaliger südkoreanischer Fußballspieler und heutiger -trainer. Er verbrachte seine Karriere in Südkorea, zuletzt spielte er bei Daewoo Royals. Als Trainer war er von 1997 bis 2015 in verschiedenen Positionen bei verschiedenen Vereinen aktiv gewesen. Zurzeit steht er als Trainer bei Gyeongnam FC unter Vertrag.

## Karriere als Spieler

### Jugendzeit
Jong-boo ging erst zur Joongdong High School und ging 1983 zur Korea University. Er beendete sein Studium 1987.

### Vereine
Kim Jong-boo ging 1988 zu den Pohang POSCO Atoms. Dort erhielt er einen Zwei-Jahres-Vertrag. In seiner ersten Saison als Profi-Spieler gewann er mit Pohang die K League 1988. Das war somit sein erster Titel in seiner Karriere. 1989 konnte er mit seinen Mitspielern den Titel nicht verteidigen. Nach Ende seiner zweiten Saison wechselte er zu den Daewoo Royals. Er absolvierte für Pohang 33 Spiele und schoss ein Tor dabei. 1991 konnte er mit den Royals die K League gewinnen. Dies wurde sein letzter Titel als Spieler. Bei Daewoo Royals schaffte er es dennoch nie über die Reservistenrolle hinaus, sodass er 1993, nach 37 Einsätzen und fünf Toren zu Ilhwa Chunma wechselte. Dort bekam er ebenfalls einen Zwei-Jahres-Vertrag. Dort kam er allerdings kaum zum Zug. Er absolvierte nur drei Spiele und schoss dabei keine Tore. Dennoch gewann er die Saison 1993 und 1994. Ende 1994 wechselte er zurück zu den Daewoo Royals. In seiner letzten Saison kam er ebenfalls nur auf drei Einsätze und konnte dabei keine Tore schießen. Ende 1995 beendete er seine Karriere.

### Nationalmannschaft
Zwischen 1982 und 1983 absolvierte er sechs Spiele für die U-20-Nationalmannschaft und erzielte dabei zwei Tore. Ab 1983 war er für die 1. Nationalmannschaft Südkoreas aufgelaufen. Dabei erzielte er in 25 Spielen acht Tore. Ab 1991 wurde er nicht mehr in die Nationalmannschaft einberufen.

## Karriere als Trainer
Nachdem seine Karriere als Spieler vorbei war, ging er zwei Jahre später, 1997 zu der Geoje High School. Dort sollte er die Nachwuchsmannschaft betreuen. Bis Ende 2001 blieb er dort. 2002 ging er zur Dong-Eui University, wurde allerdings wegen ausbleibenden Erfolgs im selben Jahr wieder entlassen. 2006 unterschrieb er einen Vertrag bei der Joongdong High School. Dort blieb er vier Jahre bis Ende 2010. Anfang 2011 gab er bekannt, zu Yangju Citizen FC zu wechseln. Dort bekam er einen Zwei-Jahres-Vertrag. Dort schaffte er in seiner ersten Saison die Qualifizierung zu den Meisterschaftsspielen. Im Finale unterlag er allerdings mit seinem Team gegen Gyeongju Citizen FC mit 2:3. In der darauffolgenden Saison verpasste er mit seinem Team knapp die Meisterschaftsspiele. Anfang 2013 wechselte er zu Hwaseong FC. Mit den Hwaseong FC konnte er 2014 die K3 Challengers League gewinnen. Es war sein erster Titelgewinn als Trainer. Bis Ende 2015 blieb er bei Hwaseong. Seit Anfang 2016 übernimmt er die Mannschaft von Gyeongnam FC. Trotz einer Strafe von zehn Punkten vom Verband konnte er mit Gyeongnam den 8. Platz erreichen und insgesamt 50 Punkte sammeln.

## Erfolge
- 4× Meister der K League 1988, 1991, 1993, 1994
- 1× K3-Challengers-League-Gewinner (als Trainer) 2014